# リチャード・ケリー
リチャード・ケリー（Richard Kelly, 1975年3月28日 - ）は、アメリカ合衆国の映画監督・脚本家・プロデューサー。バージニア州ニューポートニューズ出身。
『ドニー・ダーコ』の監督として知られる。

## フィルモグラフィ
- ドニー・ダーコ Donnie Darko (2001) - 監督・脚本
- ドミノ Domino (2005) - 脚本
- サウスランド・テイルズ Southland Tales (2007) - 監督・脚本
- 運命のボタン The Box (2009) - 監督・脚本（原作はリチャード・マシスン）
- ディア・ダディ 嘘つき父さんの秘密 （ビッグショット・ダディ）World's Greatest Dad (2009) - 製作